# Los de atrás vienen conmigo
A Los de atrás vienen conmigo (magyarul Akik velem jönnek) a Puerto Ricó-i, urban és hiphop zenét játszó Calle 13 együttes harmadik stúdióalbuma, ami a Sony BMG kiadó gondozásában jelent meg 2008. október 21-én. Ez a nagylemez valamivel színesebb az előző albumnál, bár ezt is sötét hangvétel jellemzi. Zenei anyagában olyan ritmusokat ötvöz, amelyeket az együttes külföldi útjai során ismert meg, úgymint az Argentínában honos cumbia villera vagy a balkáni rézfúvós zene ritmusa. Az album felvételében közreműködött Rubén Blades, Café Tacuba és az Afrobeta együttes.

## Háttér
Míg az együttes 2005-ben megjelent Calle 13 bemutatkozó albumából közel 250 000 példány kelt el az Egyesült Államokban, addig az azt követő, komorabb hangulatú Residente o Visitante nagylemez eladása alig érte el a százezret, annak ellenére, hogy pozitív értékeléseket kapott és két Latin Grammy-díjat is nyert, az egyiket A legjobb urban zenei album, a másikat pedig A legjobb urban zenei dal kategóriában. A lemez heves vitákat váltott ki vallási és szexuális vonatkozású dalszövegeivel, amiről Residente, az együttes szólistája és szövegírója így nyilatkozott: „A Residente o Visitante albumnál nem egyik vagy másik szóval volt probléma, hanem a gondolatokkal. Egy gondolatot viszont nem lehet törölni.”

## Felvételek
A harmadik album anyagát 2008. júliusában és augusztusában több országban vették fel a következő stúdiókban: Playbach Studio (San Juan), Circle House Studio és Songo Sound Recording Facilities (Miami),  Circo Beat Studios (Buenos Aires),  Warner Chapell Brasil (Rio de Janeiro), Alfano Music (Panamaváros). A hangkeverést Ivan Gutierrez és Edgardo Matta csinálta a Circle House Studióban, az utómunkálatok helyszínéül pedig a Zeitgeist Recording Studios (Long Island City, New York) szolgált.

## Kompozíció

### Zene
A Calle 13 együttes harmadik stúdióalbumát is a zenei sokrétűség jellemzi. A La Perla című számban Visitante a szamba ritmusát keverte az uruguayi candombe stílussal, hogy „old school és folklór” hangzást érjen el. A basszust egy a brazil szamba-reggae zenében gyakran használt dob, az úgynevezett surdo szolgáltatja. A miami Afrobeta duó közreműködésével felvett Electro movimiento című számról azt írták, hogy „a 80-as éveket idéző szabadstílusú jam”, elektronikus elemekkel fűszerezve. Az Esto con eso számban a kolumbiai énekes-dalszerző Juanes játszik gitáron, bár Jason Birchmayer ezzel kapcsolatban azt írta az Allmusic-ban, hogy „az ember nem is tudná, ha nem lenne feltüntetve a neve a borítón, hisz zeneileg annyi minden van ebben a dalban”. A Fiesta de los locos (Bolondok lakomája) olyan, mint egy őrült szaturnália, a sodró erejű dalt balkáni rézfúvósok kísérik.

### Dalszöveg
A lemez dalszövegeiben Residente halad az előző albumban elkezdett úton és tovább építi sajátos költői világát, ahol minden lehetséges. „Gyere és fuss velem!”, hívja a hallgatókat a Bienvenidos a mi mundo (Isten hozott a világomban) című dalban. A Ven y critícame (Gyere és kritizálj) számban nyíltan vállalja önmagát félelmeivel és szorongásaival együtt. Olyan személyes dolgokat is megemlít, hogy álmatlanság gyötri és fél a házasságtól. A Que lloren (Sírjatok) című számban azokat az előadókat támadja, akik a zeneiparban a kiadókkal és a DJ-kel összejátszva kiárúsítják a reggaetón zenét. A Gringo latin fun azokat a honfitársait gúnyolja, akik viselkedésükkel és megjelenésükkel a dél-amerikai spanyolban gringóknak hívott észak-amerikai fehéreket majmolják.
A La Perla címét San Juan egyik nyomornegyedéről kapta, az ott élőkről és nekik szól a dal, ami a lemez leghosszabb száma. A dalból, amelyben Rubén Blades panamai salsa énekes is szerepel, videóklip is készült.
Az album címadó dala, a Los de atrás vienenen conmigo (Akik velem jönnek) pedig azokkal a latin-amerikai emberekkel vállal sorsközösséget, akik becsülettel és büszkén végzik nehéz, sokszor piszkos, ám rosszul fizetett munkájukat, aminek gyümölcsét mások aratják le.
| (spanyolul) «Yo vengo de atrás, yo vengo de abajo, Tengo las uñas sucias porq' yo trabajo, Me he pasado toda la vida mezclando cemento Para mantener a los gringos contentos, Tu no sabes todo lo q yo cosecho Para dormir debajo de un techo... » | (magyarul)„Alulról jövök, a szakadtak közül, Körmöm piszkos, mert dolgozom, Egész életemben cementet kevertem, Hogy a gringók elégedettek legyenek, Te nem tudod, miket guberálok össze, Hogy éjjel tető legyen a fejem felett... ” |
| – Residente | |

## Fogadtatás

### Listák
Az album kimagaslóan szerepelt a Billboard 200-as listáján, ahol a 89. helyet érte el. Ez sorban a második albuma az együttesnek, amelyik ezen a listán a Top 100 közé került, előző albumuk, a Residente o Visitante korábban az 52. helyen szerepelt. A Billboard Top Latin Albums listán harmadik helyig jutott.
| Lista (2009)                    | Legjobb helyezés |
| ------------------------------- | ---------------- |
| U.S. Billboard 200              | 89               |
| U.S. Billboard Top Latin Albums | 3                |
| U.S. Billboard Top Rap Albums   | 19               |

### Kritikák
John Birchmayer, az Allmusic kritikusa négy csillagot adott a lehetséges ötből és azt írta az albumról, hogy „a Calle 13 olyan merész kísérletre vállalkozott az urban zenei stílusban, amilyenre megjelenéséig nem volt példa”. Nagyra értékelte a lemez zenei sokrétűségét és
külön kiemelte azokat a dalokat, amelyekben meghívott előadók lépnek fel. Phil Freemannak, a The Village Voice szerkesztőjének is tetszett a lemez zenei változatossága és úgy ítélte meg, hogy „az album újrafogalmazza, sőt már-már szétfeszíti a műfaj kereteit” és sikeresen egyesíti „a debütalbum vidámságát az azt követő nagylemez merész hangzásvilágával”, majd cikkét így fejezi be: „A Calle 13 a latin zene korábbi udvari bolondjából a jövő királyáva vált”.   Jon Pareles a New York Timesban Residentét „látnoknak” nevezi és úgy véli, „kevés olyan hiphop vagy urban előadó van, legyen szó bármely nyelvről, mely képes ennyi ambíciót ennyi vidámsággal összeházasítani”.

### Díjak

#### Latin Grammy-díj
Az albumot a 2010-es Latin Grammy-díjátadó előtt öt kategóriában jelölték és mindegyikben nyert.
- Az év felvétele – No hay nadie como tú (közreműködik Café Tacuba)
- Az év albuma – Los de atrás vienen conmigo
- A legjobb urban zenei album – Los de atrás vienen conmigo
- A legjobb alternatív zenéjű dal -No hay nadie como tú (közreműködik Café Tacuba)
- A legjobb rövidfilm videó – La Perla (közreműködik Rubén Blades)

#### Grammy-díj
Az album 2009-ben Grammy-díjat nyert a Best Latin Pop, Rock or Urban Album kategóriában.

## Az album dalai
Az összes dalszöveg szerzője René Pérez Joglar. Forrás: AllMusic. 
| 1.    | Intro / Crónica de un nacimiento                                          | E. Abraham                                          | 1:35 |
| 2.    | Que lloren                                                                | E. Cabra                                            | 4:39 |
| 3.    | No hay nadie como tú (közreműködik Café Tacuba)                           | R. Ortega, E. Arroyo, J. Arroyo, R. Pérez, E. Cabra | 4:48 |
| 4.    | Gringo latin fun                                                          | E. Cabra                                            | 4:16 |
| 5.    | Ven y critícame                                                           | R. Arcuate, E. Cabra                                | 4:45 |
| 6.    | Esto con eso                                                              | E. Cabra                                            | 4:09 |
| 7.    | La Perla (közreműködik a La Chilinga és Rubén Blades)                     | E. Cabra                                            | 7:00 |
| 8.    | Electro movimiento (közreműködik Cuci Amador)                             | R. Arcuate, E. Cabra                                | 3:16 |
| 9.    | Intro fiesta de locos                                                     | E. Cabra                                            | 0:18 |
| 10.   | Fiesta de locos                                                           | E. Cabra                                            | 4:27 |
| 11.   | Los de atrás vienen conmigo (közreműködik a La Banda Escolar De Aibonito) | R. Arcuate, E. Cabra                                | 3:36 |
| 12.   | Tal para cual (közreműködik PG-13)                                        | E. Cabra                                            | 3:47 |
| 13.   | Interlude (Irie Rasa Man)                                                 | E. Cabra                                            | 0:22 |
| 14.   | Bienvenidos a mi mundo                                                    | R. Arcuate, E. Cabra                                | 3:57 |
| 15.   | John, el esquizofrénico                                                   | R. Arcuate, E. Cabra                                | 4:34 |
| 16.   | Outro                                                                     | E. Cabra                                            | 0:47 |
| 56:02 |                                                                           |                                                     |      |

### Bónusz dalok
| 1. | Combo imbécil (közreműködik Vicentico) | L. Bulacio, D. Ramírez, E. Cabra | 4:36 |

| 1. | Pa'l norte (Don Cheto Mix) (közreműködik Orishas és Don Cheto) | E. Cabra | 4:23 |
| 2. | Japón                                                          | E. Cabra | 4:00 |

## Fordítás
- Ez a szócikk részben vagy egészben  a   Los de Atrás Vienen Conmigo című angol Wikipédia-szócikk ezen változatának fordításán alapul.  Az eredeti cikk szerkesztőit annak laptörténete sorolja fel. Ez a jelzés csupán a megfogalmazás eredetét és a szerzői jogokat jelzi, nem szolgál a cikkben szereplő információk forrásmegjelöléseként.